# 伊利因斯基火山

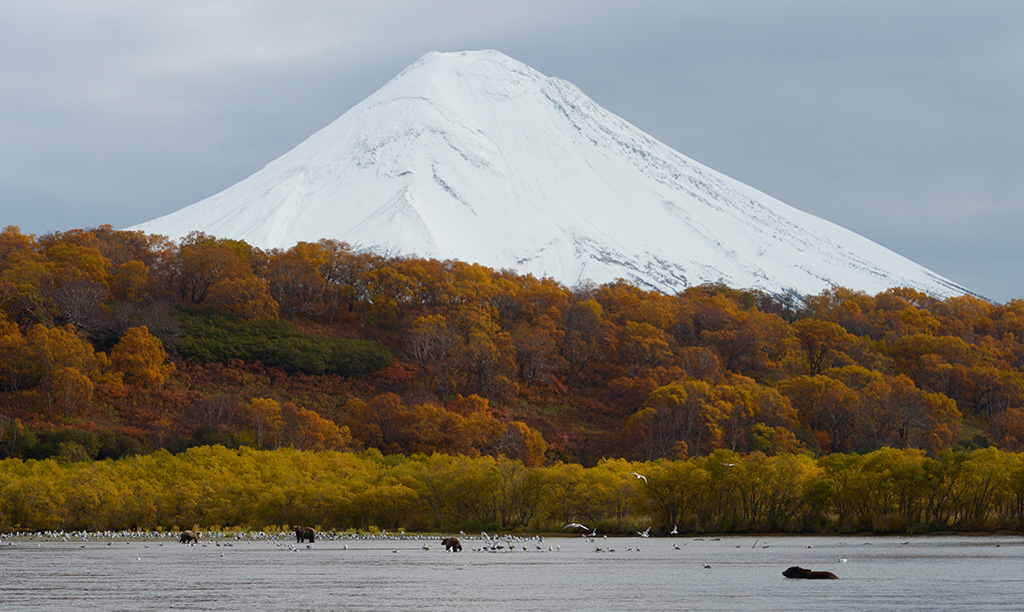

伊利因斯基火山是俄羅斯的火山，位於堪察加半島南部，毗鄰庫里爾斯科耶湖，海拔高度1,578米，火山底部直徑8公里，最近一次火山噴發在公元1901年發生。